# Lasiobelba rigida
Lasiobelba rigida är en kvalsterart som först beskrevs av Ewing 1909.  Lasiobelba rigida ingår i släktet Lasiobelba och familjen Oppiidae. Inga underarter finns listade i Catalogue of Life.